# Теудас
Теудас е юдейски проповедник, обявил се за месия в началото на нашата ера в Светите земи. Според Йосиф Флавий в „Юдейски древности“ той станал изключително популярен в Юдея. Името се превежда на български като „Божи дар“ или „Божидар“.
Според сведенията на Йосиф, Теудас или този „Божи дар“ се появил по време прокураторстването на Куспий Фад. Успял да увлече след себе си около четиристотин последователи, които повел към река Йордан с цел да се потопят във водите ѝ, и да се покръстят. Теудас се виждал като втори Моисей, заповядвайки на водите да се разделят. Това естествено не се случило и римския прокуратор му отсякъл главата формално за шарлатанство, а реално поради опасността в онези размирни години да подигне бунт срещу римските власти. Много от неговите последователи също били обезглавени.
Спорно е в историографията дали последователите на Теудас са потенциални бунтовници или обикновени заблудени люде. Надделява мнението в полза на втората хипотеза.
Датирането на хронологията по историята на Таудас с неговите последователи се усложнява от обстоятелството, че според Деянията на светите апостоли, Юда Галилеец го следхожда, а не предхожда. В полза на тази трактовка е и обстоятелството, че Лука и Йосиф Флавий ползват некоректно преведен текст, който отпраща Теудас и неговите разбойници по време на прокуратарстването на Куспий Фад.